# 임피 (군사)

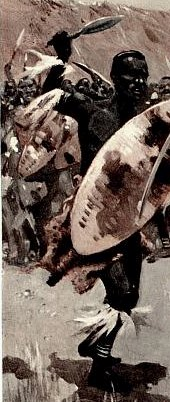
임피는 동아프리카와 중앙 아프리카, 남아프리카 지역의 체면을 바꾼 군사 조직이었다. 여러 중요한 조직, 무기 및 전술적 혁신의 창시자인 샤카 카센잔가코나의 아래에서 가장 높은 수준의 조직적, 전술적 혁신이 이루어졌다.

임피는 '전쟁'이나, '전투'를 의미하는 줄루어 단어이며, 전쟁을 위해서 모인 상관된 모든 사람의 단체를 의미한다. 예를 들어 '임피 야 마쇼샤'(impi ya mashosha)는 '군대'를 나타내는 용어이다. 그러나 영어에서의 임피는 종종 줄루족의 군사 연대를 지칭하는 데 사용되기도 한다. 사실 이들은 줄루어로 이부토(ibutho)라고 불린다. 임피는 역사적으로 부족 전쟁 관습에서는 멀리 떨어져 있었다. 그때 무장한 상태로 전장에서 활약했던 사람들을 임피라고 불렀다. 그들은 센잔가코나 카자마의 의해 추방된 아들인 줄루족의 왕 샤카에 의해 급진적으로 체계화되었다. 샤카는 센장가코나 카자마 (Senzangakhona kaJama) 왕에게서 추방당한 사생아였지만, 1817~1819년 은드완드웨 (Ndwandwe)-줄루 전쟁에서, 므테스와 (Mthethwa)의 국왕 딩기스와요 (Dingiswayo)의 군대의 장군으로서 탁월한 기량을 보여 주었다.

## 기원
줄루족의 임피는 남부 아프리카 지역에 도착해 번성하기 전에 상대적으로 작은 줄루 부족의 통치자인 샤카 줄루의 것으로 널리 알려져 있지만 일부 역사가들의 주장으로는 부족을 이끄는 족장으로서 가장 초기 형태는 므테스와 지역의 족장 딩기스와요 (Dingiswayo)의 혁신에 있다고 한다.  (Morris 1965). 이러한 혁신은 이응탕가(iNtanga) 와 같은 기존의 부족 관습을 바탕으로 이루어지게 되었다. 이것은 대륙 남부 지역의 많은 반투족 사람들에게 공통적인 연령 등급의 전통이었다. 청소년들은 각각 문화를 공유하는 집단에서 연령 그룹으로 구성되었다. 특정한 의무와 부족 의식을 담당하는 집단이었다. 고학년 학생들은 소년부터 본격적인 성인 및 전사인 우쿠부트브와 (ukuButbwa)로의 성장을 알리는 상담, 임무 그리고 성년이라는 것을 알리는 유도 행사를 위해 주기적으로 부족장 kraal 또는 인두나스 (inDunas) 에게 불렸었다. 크랄(Kraal) 혹은 합의 장로 (Settlement elders)는 일반적으로 지역의 분쟁 및 문제를 처리했다. 크랄의 위에는 인두나스가 있었고, 인두나스 위에는 특정 부족이나 혈통의 족장이 있었다. 인두나스들은 분쟁 해결에서 세금 징수에 이르기까지, 자신의 족장에 대한 행정 문제를 처리했다. 전쟁 당시, 인두나스들은 해당 지역의 전투원들을 지휘하였고 전투에 배치된 군대의 지도력을 형성하였다. 인두나스들의 지도 하에, 연령 등급인 이응탕가는 전 세계적으로 임피라고 알려질 체계적인 연대 조직의 기초를 형성하게 되었다.

### 초기 부족 전쟁의 제한된 특성
군사전은 샤카가 떠오르기 전 동안 반투족 사이에서도 약하게 일어났지만 주기적으로 일어났다.  목표는 일반적으로 소를 도둑질하는 것과 개인적인 모욕에 대한 복수, 혹은 방목지와 같은 지역의 영토 분쟁 해결과 같은 종류로 제한되었다. 일반적으로 임피라고 불리는 느슨한 폭도들은 그들의 난투에 참가하였다. 패잔병에 대한 몰살 운동은 없었다. 그들은 간단히 펠트의 다른 공공 지대로 옮겨갔고, 균형을 되찾았다. 활과 화살이 많이 알려져 있지만, 잘 사용되지는 않았다. 숙련된 창병과 추적자에게 의존했던 전쟁은 마치 '사냥'과도 같았다. 기본 화기는 투창 용도인 얇은 6 피트짜리 창이었다. 몇몇은 전투에 투입되기도 했다. 방어 무장은 샤카 이후 향상된 작은 소가죽 방패를 포함했다. 많은 전투는 부족 전사들이 지정된 시간과 장소에 만나는 전략 등이 계획되어 있었고, 그 동안 부족의 여성들과 아이들은 먼 거리에서 이 축제를 지켜보기도 했다. 의례적인 조롱, 단 한번의 전투와 잠정적인 요금이 전형적인 흐름이었다. 만약 사건이 이전에 사라지지 않았다면, 한쪽이 적들을 몰아내면서 지속적인 공격을 할 수 있는 충분한 용기를 찾을 수 있을 것이다. 사상자는 보통 매우 적었다. 패배한 부족들은 땅이나 소에 돈을 주고 사로잡힌 인질들을 통해 소를 사용할 수 있었지만 몰살이나 대량 인명 피해는 극히 드물었다. 전술은 기본적이었다. 의례적인 전투 외에는 기습이 가장 흔한 전투 방식이었는데 이는 크랄의 자리를 갈망하거나, 포로 노획하거나, 소 떼를 움직이게 하는 것으로 특징지어졌다. 목회자와 경농주의자였던 반투족들은 보통 적을 물리칠 수 있는 영구적인 방어 시설을 짓지 못했다. 위협을 받고 있는 부족들은 그들의 미약한 물질적 소유물들을 간단히 챙기고 그들의 소들을 몰면서, 약탈자들이 사라질 때까지 도망갔다. 만약 약탈자들이 그들을 방목 구역에서 영구적으로 추방하지 않았더라면, 도망가는 부족들은 하루 이틀 안에 재건하려고 돌아오게 될 것이었다. 따라서, 줄루 임피의 창설은 유럽인들의 침략이나 샤카 시대가 오기 훨씬 전에 존재했던 부족 구조에 존재한다.

### 딩기스와요의 부상
19세기 초, 여러 가지 요인의 조합이 풍습 규칙을 바꾸기 시작했다. 이것은 백인 정착자들의 인구 증가와 성장이 포함되었다. 그리고 재산을 몰수당한 케이프와 포르투갈, 모잠비크 원주민 노예들과 야심적인 "뉴맨"이 급부상했다. 그러한 전사들을 "딩기스와요" (Dingiswayo, 문제아)라고 불렸다. 므테스와는 딩기스와요로 유명세를 떨쳤다. 도널드 모리스와 같은 역사가들은 그의 정치적 재능이 비교적 가벼운 패권의 기반이 된 것을 보여준다고 주장한다. 이것은 이것은 외교와 정복의 결합을 통해, 상대를 말살하거나 노예제도를 통해서가 아니라 전략적인 관계개선과 무기의 현명한 사용을 통해 성립되었다고 인정받았다. 이러한 권력은 므테스와의 영향권에 있는 작은 부족들의 잦은 불화와 싸움을 줄이게 되었고 그들의 힘을 조금 더 중앙집권화된 세력에게 전달하였다. 딩기스와요의 아래에서 연령 등급은 병역 기피로 간주되었다. 그래서 새로운 질서를 유지하기 위해 더 자주 배치되었다. 샤카가 꽃피게 된 것은 엘랑에니 (en:eLangeni)와 줄루를 포함한 작은 부족들로부터였다.

## 샤카의 즉위와 혁신
샤카는 자신이 딩기스와요의 가장 유능한 전사 중 한 명이라는 것을 증명했다. 그의 나이 또래의 군대를 소집한 후 므테스와 군대에서 복무하였다. 초기에는 어디서 배속되든 자신의 이지크웨 (iziCwe) 연대와 싸웠으나, 처음부터 샤카의 전투 접근법이 전통적 틀에 맞지 않는다는 한계에 다다랐다. 그는 자신만의 방법과 방식을 만들기 시작했다. 더 크고, 단단한 방패와 유명한 짧은 찌르기 창인 이클와 (iKlwa)를 설계했고 걸어다니는 속도를 늦추는 것으로 추정되게 하는 소가죽제 샌들을 폐기했다. 이러한 방법들은 소규모의 효과가 있는 것으로 증명되었지만 샤카 자신은 그의 부하에 의해 제지당했다. 그의 전쟁에 관한 개념은 딩기스와요의 화해 방법보다 몹시 극단적이었다. 그는 사상자가 비교적 가벼운 각각의 챔피언들의 결투, 산발적인 습격, 한정된 교전과는 달리 신속하고 살벌한 결정을 내리려고 노력했다. 그의 멘토이자 부하인 딩기스와요가 생존해 있는 동안 샤카의 방법이 재조명되었지만, 이 점검으로 줄루 족장에게 훨씬 더 넓은 활동범위가 주어졌다. 훨씬 더 엄격한 형태의 부족 전쟁이 일어난 것은 그의 통치하에 있었다. 훨씬 더 엄격한 형태의 부족 전쟁이 일어난 것은 그의 통치하에 있었다. 이 새로운 초점은 무기, 조직, 전술의 변화를 요구했다.

### 무기와 방어구

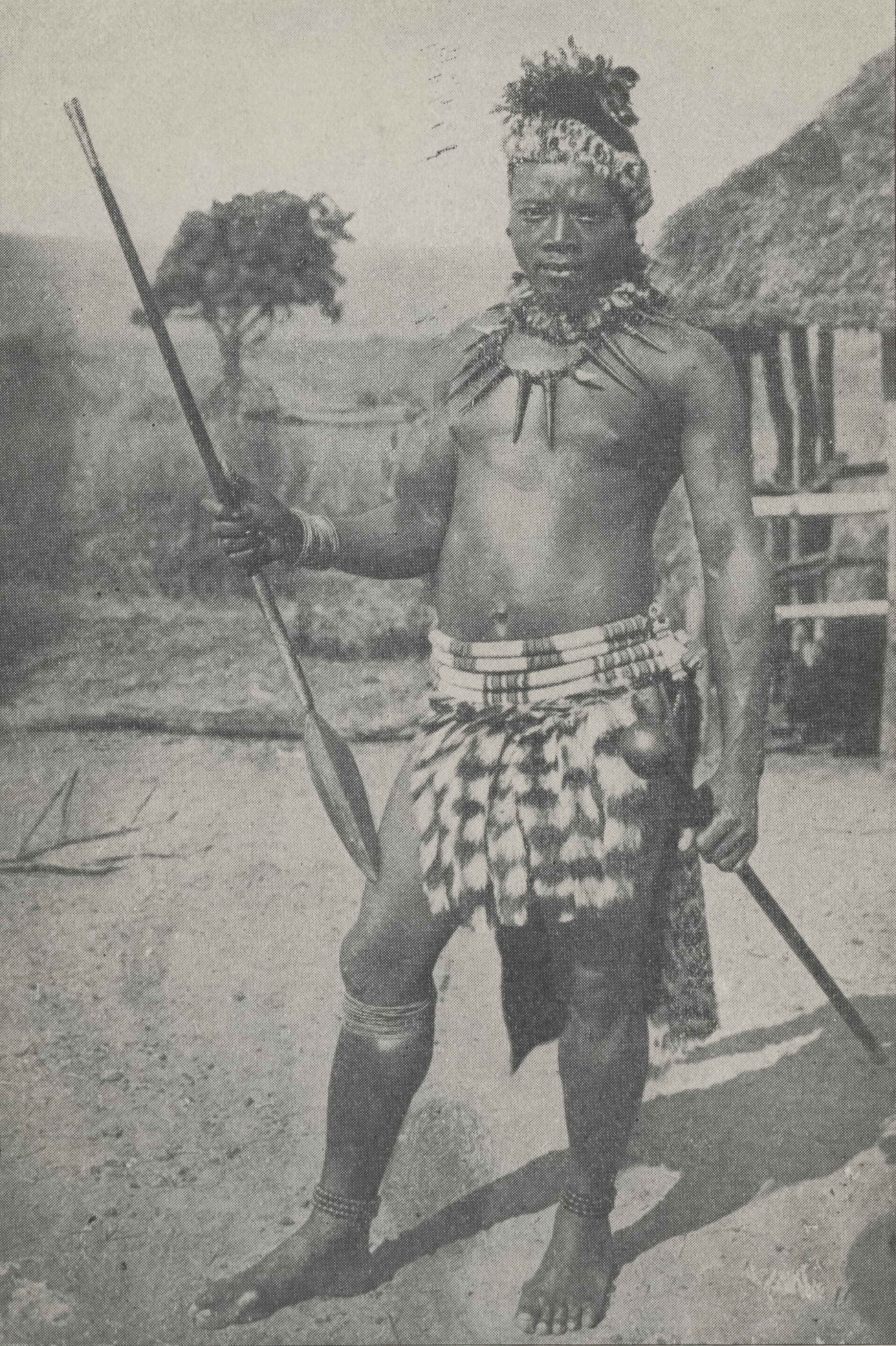
찌르기 창 이클와 (iKlwa), 아세가이 (assegai), 이위사 (iwisa), 남아프리카에서 사용되는 혹달린 곤봉인 크노프케리에 (knobkerrie)를 무장한 줄루 전사. 사진의 사람이 입고 있는 킬트는 제넷의 꼬리로 만들어졌다.

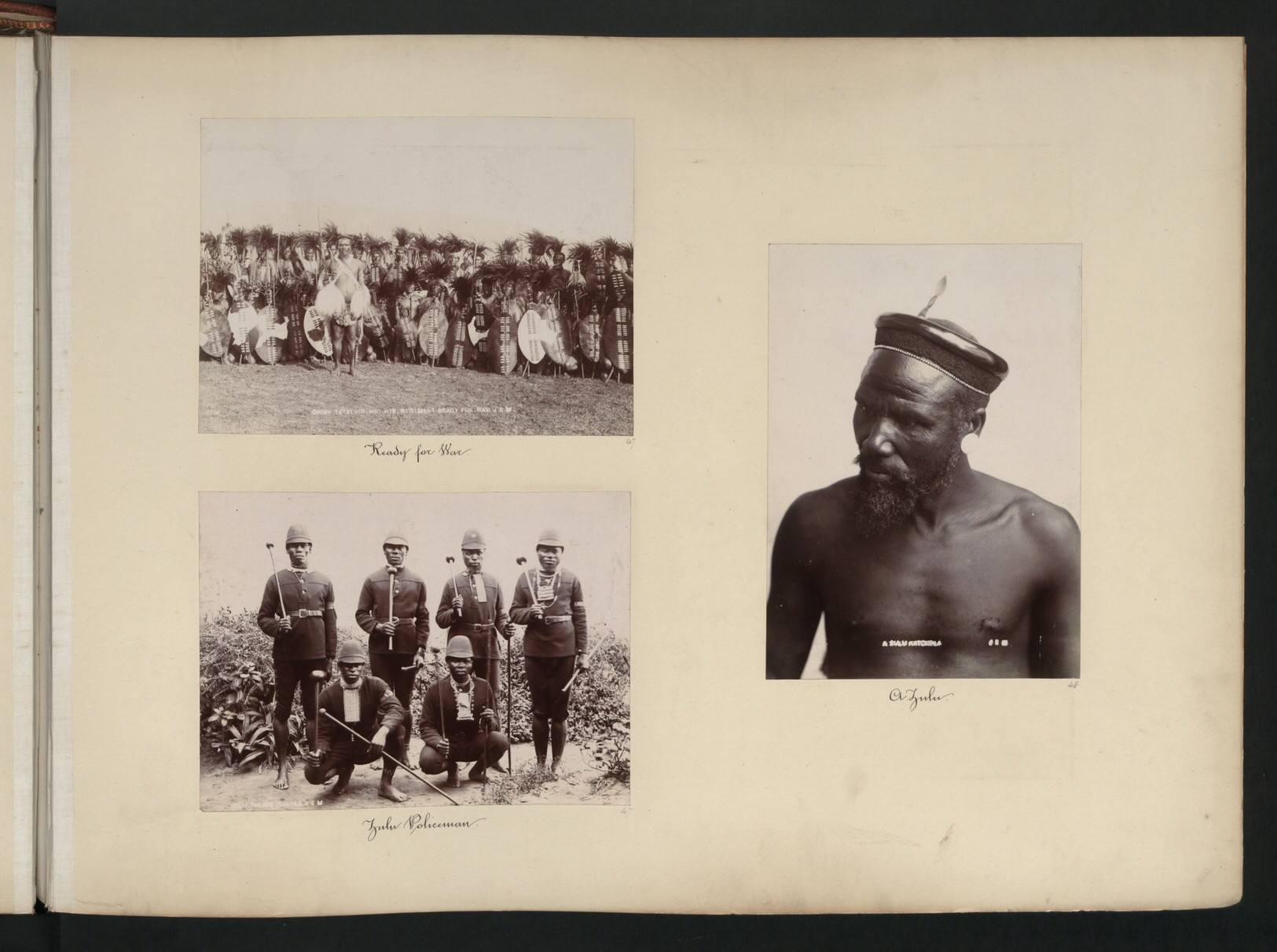
"전쟁 준비"; "줄루"; "줄루 경찰관". 오른쪽 사진의 남자는 결혼 한 상태를 나타내는 머리고리 (isicoco)를 착용했다.

샤카는 전통 무기의 새로운 변종을 도입한 공로를 인정받고 있다. 길고 가느다란 창을 줄였고 짧은 칼날로 찌르는 창을 선호하게 되었다. 또한 더 크고 무거운 소 가죽 방패 "이시흘랑구"(isihlangu)를 도입했으며, 보다 효과적인 백병전에서 적들에게 더 효과적으로 가까이 갈 수 있도록 군대를 훈련시켰다. 던지는 창은 폐기되지 않았고 찌르는 도구처럼 표준화되어 일반적으로 가까이 접촉하기 전에 적에게 퇴역되었다. 밀착 된 접촉 전에 미사일 무기처럼 운반되었다. 이러한 무기 변화는 공격적인 이동성과 전술적 조직과 통일되도록 촉진되었다.
무기처럼, 줄루 전사들은 찌르는 창인 이클와(iKlwa)를 들고 있었다. (이를 잃어버리게 된다면 처형당했다.) 주로 크놉케리에(Knobkerrie) 라고 불리던 곤봉인 줄루어로는 이위사(iwisa)로 알려진 커다란 활엽수로 만들어진 둔기가 유행했고 줄루 장교들은 종종 반달 모양의 줄루 도끼를 들고 다녔는데 이 무기는 그들의 계급을 나타내는 상징물이 되었다. 이클와는 (사람의 몸에서 빼낼 때 나는 소리 때문에 이와 같은 이름이 붙었다.) 25 센티미터 (9.8 in) 길이의 넓은 칼날은 샤카의 발명품으로, 이전에 사용되었던 투창 이파파(ipapa)를 대체했다.( 공중으로 날아갈 때 "파 파" 하는 소리가 들리기 때문이라고 한다). 이론적으로 이파파는 근접 무기와 투척 무기로 사용될 수 있지만, 샤카 시대에는 전사들이 무기를 던지는 것이 금지되어있어 무장을 해제하고 상대방에게 다시 되돌릴 수있는 물건을 줄 수 있었을 것이다. 더욱이 샤카는 전사들에게 백병전에 돌입시키는 것을 좌절시킨다고 생각하였다.
샤카의 동생이자 후계자인 딩가네 카젠자코나(Dingane kaSenzangakhona)는 투척 창의 사용을 보어인들의 총기에 대항하기 위해 다시 도입한 것으로 추정된다.

### 물자
다른 군대와 마찬가지로, 빠르게 움직이는 무리에는 보급품이 필요했다. 보급품은 군대에 붙어 보급품, 요리 냄비, 수면용 매트, 여분의 무기와 다른 재료 등을 운반하는 소년들에 의해 제공되었다. 소는 가끔씩 살아있는 식량 저장소로 사용되기도 했다. 지역적 맥락에서의 이러한 준비는 그리 특이한 상황이 아니었을 것이다. 또 다른 점은 체계화와 조직화였는데, 이것은 줄루가 급습 임무에 파견되었을 때 주요한 이익을 가져다 주는 패턴이었다.

## 줄루 임피와 그의 파생된 집단의 병합기
이 시기 샤카의 권력은 성장하며 몇몇 강력한 경쟁자들을 물리쳤고, 해당 지역에서 가장 강력한 국가였던 것을 기념하는 거대한 기념비를 세웠다.
샤카의 성공은 임피와 같은 형태의 다양한 분파들을 나타나게 하였다. 이들 중 우두머리는 므질카지(Mzilkhazi) 휘하의 마테벨레(Matebele)와 경외할 만한 쇼샹가네(Soshangane) 휘하의 샹아안(Shangaan)이었다.
 줄루랜드(Zululand)/짐바브웨 지역 외곽에서 임피의 가장 크게 확장된 것은 이들이 동아프리카에 진입한 뒤 샤카가 처음 도입한 방법을 사용하여 응고니족의 전사들이 넓은 영토를 정복했던 때였다.

### 전술

줄루 군대의 "황소의 뿔" 전략의 모습이다.
위 사진의 1번은 적의 위치, 2번은 뿔 부위, 3번은 흉부, 4번은 허리를 나타낸다.

줄루족은 일반적으로 잘 알려진 "황소의 뿔"(줄루어: impondo zenkomo) 대형을 만들어 공세를 유지했다. 황소의 뿔은 다음 세 가지 부분으로 나눌 수 있다.
1. "뿔 부위" 라고 불리는 좌측과 우측의 측면 부분의 군사들은 뿔 모양으로 적을 둘러싸 꼼짝 못하게 했다. 보통 뿔 역할을 하는 군인들은 젊고 파릇파릇한 전투원들로 구성되어 있었다.
2. "흉부", 가끔씩 "머리" 라고 불리는 중앙의 주 병력들은 적들에게 치명적인 일격을 안겨줬다. 기초적인 전사들이 주력으로 편성되었다.
3. "허리"(요부), 잠복조는 승세를 이용하는 것이나 다른 곳에 보강하는 것에 사용되었다. 종종 이들은 숙련된 전사들이 있었다. 이들은 주로 뒤쪽에 배치되었는데, 지나치게 흥분하지 않고 싸우도록 하였다.

포위형 전술은 역사와 전쟁에서 자주 보이는 전술이지만, 중요한 것은 알려지지 않은 적들에게조차 둘러싸며 의례적으로 전투하려고 시도한 것이었다. 더 이전의 예비역 사용과 마찬가지로 별도의 기동요소의 사용은 전 기계화 시대의 부족 전쟁에서 더 강한 중앙 집단을 지원하기 위해 사용되었다고도 잘 알려져 있다. 줄루의 특이한 점은 조직력 정도와, 이러한 전술과 일관성이 있다는 것, 그리고 이들이 이러한 전술을 사용하는 속도였다. 1879년 줄루족이 대영제국에 대항하여 대규모의 연대집단을 사용하다가 목격된 샤카의 죽음 직후, 장비의 발전과 정비가 이루어졌을것이다. 임무, 가용 인력과 적은 다양했지만, 토속 창이나 유럽식 탄환에 맞닥뜨려도, 임피들은 일반적으로 고전적인 황소의 뿔 패턴을 고수했다.

## 같이 보기
- 1800년까지의 아프리카 군사 체계
- 1900년 이후의 아프리카 군사 체계
- 아프리카의 군사사
- 아샨티 제국
- 말리 제국
- 말리 제국의 군사사
- 은동고 왕국
- 마탐바 왕국
- 콩고 왕국
- 은동고의 은징가와 마탐바
- 음빌라 전투
- 자마 전투
- 이산들와나 전투